# Wiktor Belczewski
Wiktor Belczewski	(ur. 6 maja 1912 w Pazdzie, zm. 1939 w Skórczu) – polski prezbiter katolicki, ofiara niemieckiego terroru w okresie II wojny światowej, Sługa Boży, męczennik.

## Życiorys
Wiktor Belczewski urodził się 6 maja 1912 roku w Pazdzie należącej do parafii Lubichowo. Sakrament święceń kapłańskich otrzymał 4 czerwca 1939 roku w bazylice katedralnej Wniebowzięcia Najświętszej Maryi Panny w Pelplinie z rąk biskupa Stanisława Wojciecha Okoniewskiego. Mszę prymicyjną odprawił w lubichowskim kościele parafialnym św. Jakuba Starszego. Powołanie realizował jako neoprezbiter diecezji chełmińskiej. Skierowany został do pełnienia obowiązków wikariusza w kościele Wniebowzięcia Najświętszej Maryi Panny w Dźwierznie. Po rozpoczęciu II wojny światowej z nadejściem okupacji niemieckiej ziem polskich aresztowano go 16 października i uwięziono w Lubichowie, następnie przewieziono do prowizorycznego obozu w Skórczu i aresztu śledczego w Starogardzie Gdańskim. Poddany torturom przez Niemców za odmowę złożenia deklaracji niem. Führer ist unser Gott (Führer jest naszym Bogiem) zmarł zamordowany z „nienawiści do wiary i polskości”.
Padł ofiarą niemieckiego programu Intelligenzaktion, mającego na celu eksterminację inteligencji polskiej.
W 2009 roku w dźwierznieńskim kościele umieszczono tablicę upamiętniającą Sługę Bożego Wiktora Belczewskiego.
Jest jednym z 122 Sług Bożych wobec których 17 września 2003 rozpoczął się proces beatyfikacyjny drugiej grupy polskich męczenników z okresu II wojny światowej.